# Madrid Challenge by La Vuelta 2019
La 5.ª edición de la Madrid Challenge by La Vuelta, llamada por motivos de patrocinio WNT Madrid Challenge by La Vuelta, fue una carrera de ciclismo femenino por etapas que se celebró entre el 14 y el 15 de septiembre de 2019 coincidiendo en fecha con las últimas 2 etapas de la Vuelta a España 2019, sobre una distancia total de 107,9 km.
La carrera formó parte del UCI WorldTour Femenino 2019 como competencia de categoría 2.WWT del calendario ciclístico de máximo nivel mundial siendo la vigésimo segunda carrera de dicho circuito y fue ganada por la ciclista alemana Lisa Brennauer del equipo WNT-Rotor. El podio lo completaron la ciclista neerlandesa Lucinda Brand y la ciclista danesa Pernille Mathiesen ambas del equipo Sunweb.

## Equipos
Tomaron parte en la carrera un total de 19 equipos invitados por la organización de los cuales 18 corresponden a equipos de categoría UCI Team Femenino y el restante es la selección nacional de España.
| Equipos femeninos (18)- Alé Cipollini - BePink - Bizkaia-Durango - Boels Dolmans - BTC City Ljubljana - Cogeas-Mettler - Doltcini-Van Eyck Sport - Eneicat Cycling Team - FDJ-Nouvelle Aquitaine-Futuroscope - Hitec Products - Massi Tactic - Mitchelton-Scott - Movistar Team - Sopela - Sunweb Women - Trek-Segafredo - Valcar Cylance - WNT-Rotor Pro Cycling Equipo nacional- España |
| |

## Recorrido
| Etapa     | Fecha     | Recorrido                               | type                    | Distancia (km) | Ganador        | Líder          |
| --------- | --------- | --------------------------------------- | ----------------------- | -------------- | -------------- | -------------- |
| 1.ª etapa | 14 de sep | Boadilla del Monte – Boadilla del Monte | contrarreloj individual | 9,3            | Lisa Brennauer | Lisa Brennauer |
| 2.ª etapa | 15 de sep | Madrid – Madrid                         | etapa llana             | 98,6           | Chloe Hosking  | Lisa Brennauer |

## Desarrollo de la carrera

### 1.ª etapa
| Boadilla del Monte - Boadilla del Monte | contrarreloj individual | (9,3 km) |

| \| Clasificación de la etapa \| Clasificación de la etapa \| Clasificación de la etapa \| Clasificación de la etapa \| Clasificación de la etapa \| \| Ciclista \| Ciclista \| Equipo \| Tiempo \| \| \| ------------------------- \| ------------------------- \| ------------------------------------ \| ------------------------- \| ------------------------- \| \| 1.ª \| Lisa Brennauer \| WNT-Rotor Pro Cycling \| 12 min 52 s \| \| \| 2.ª \| Lucinda Brand \| Sunweb \| + 4 s \| \| \| 3.ª \| Pernille Mathiesen \| Sunweb \| + 13 s \| \| \| 4.ª \| Karol-Ann Canuel \| Boels Dolmans \| + 19 s \| \| \| 5.ª \| Anna Plichta \| Trek-Segafredo \| + 20 s \| \| \| 6.ª \| Christine Majerus \| Boels Dolmans \| + 22 s \| \| \| 7.ª \| Olga Zabelínskaya \| Cogeas-Mettler-Look Pro Cycling Team \| + 25 s \| \| \| 8.ª \| Eugenia Bujak \| BTC City Ljubljana \| + 26 s \| \| \| 9.ª \| Floortje Mackaij \| Sunweb \| + 27 s \| \| \| 10.ª \| Vita Heine \| Hitec Products-Birk Sport \| + 27 s \| \| |                    |                                      |             |
| |                    |                                      |             |
| Fuente: ProCyclingStats |                    |                                      |             |
| Clasificación de la etapa |                    |                                      |             |
| Ciclista | Ciclista           | Equipo                               | Tiempo      |
| 1.ª | Lisa Brennauer     | WNT-Rotor Pro Cycling                | 12 min 52 s |
| 2.ª | Lucinda Brand      | Sunweb                               | + 4 s       |
| 3.ª | Pernille Mathiesen | Sunweb                               | + 13 s      |
| 4.ª | Karol-Ann Canuel   | Boels Dolmans                        | + 19 s      |
| 5.ª | Anna Plichta       | Trek-Segafredo                       | + 20 s      |
| 6.ª | Christine Majerus  | Boels Dolmans                        | + 22 s      |
| 7.ª | Olga Zabelínskaya  | Cogeas-Mettler-Look Pro Cycling Team | + 25 s      |
| 8.ª | Eugenia Bujak      | BTC City Ljubljana                   | + 26 s      |
| 9.ª | Floortje Mackaij   | Sunweb                               | + 27 s      |
| 10.ª | Vita Heine         | Hitec Products-Birk Sport            | + 27 s      |

| \| Clasificación general \| Clasificación general \| Clasificación general \| Clasificación general \| Clasificación general \| \| Ciclista \| Ciclista \| Equipo \| Tiempo \| \| \| --------------------- \| --------------------- \| ------------------------------------ \| --------------------- \| --------------------- \| \| 1.ª \| Lisa Brennauer \| WNT-Rotor Pro Cycling \| 12 min 52 s \| \| \| 2.ª \| Lucinda Brand \| Sunweb \| + 4 s \| \| \| 3.ª \| Pernille Mathiesen \| Sunweb \| + 13 s \| \| \| 4.ª \| Karol-Ann Canuel \| Boels Dolmans \| + 19 s \| \| \| 5.ª \| Anna Plichta \| Trek-Segafredo \| + 20 s \| \| \| 6.ª \| Christine Majerus \| Boels Dolmans \| + 22 s \| \| \| 7.ª \| Olga Zabelínskaya \| Cogeas-Mettler-Look Pro Cycling Team \| + 25 s \| \| \| 8.ª \| Eugenia Bujak \| BTC City Ljubljana \| + 26 s \| \| \| 9.ª \| Floortje Mackaij \| Sunweb \| + 27 s \| \| \| 10.ª \| Vita Heine \| Hitec Products-Birk Sport \| + 27 s \| \| |                    |                                      |             |
| |                    |                                      |             |
| Fuente: ProCyclingStats |                    |                                      |             |
| Clasificación general |                    |                                      |             |
| Ciclista | Ciclista           | Equipo                               | Tiempo      |
| 1.ª | Lisa Brennauer     | WNT-Rotor Pro Cycling                | 12 min 52 s |
| 2.ª | Lucinda Brand      | Sunweb                               | + 4 s       |
| 3.ª | Pernille Mathiesen | Sunweb                               | + 13 s      |
| 4.ª | Karol-Ann Canuel   | Boels Dolmans                        | + 19 s      |
| 5.ª | Anna Plichta       | Trek-Segafredo                       | + 20 s      |
| 6.ª | Christine Majerus  | Boels Dolmans                        | + 22 s      |
| 7.ª | Olga Zabelínskaya  | Cogeas-Mettler-Look Pro Cycling Team | + 25 s      |
| 8.ª | Eugenia Bujak      | BTC City Ljubljana                   | + 26 s      |
| 9.ª | Floortje Mackaij   | Sunweb                               | + 27 s      |
| 10.ª | Vita Heine         | Hitec Products-Birk Sport            | + 27 s      |

### 2.ª etapa
| Madrid - Madrid | etapa llana | (98,6 km) |

| \| Clasificación de la etapa \| Clasificación de la etapa \| Clasificación de la etapa \| Clasificación de la etapa \| Clasificación de la etapa \| \| Ciclista \| Ciclista \| Equipo \| Tiempo \| \| \| ------------------------- \| ------------------------- \| ---------------------------------- \| ------------------------- \| ------------------------- \| \| 1.ª \| Chloe Hosking \| Alé Cipollini \| 2 h 20 min 31 s \| \| \| 2.ª \| Letizia Paternoster \| Trek-Segafredo \| + 0 s \| \| \| 3.ª \| Roxane Fournier \| Movistar Team \| + 0 s \| \| \| 4.ª \| Lucinda Brand \| Sunweb \| + 0 s \| \| \| 5.ª \| Christine Majerus \| Boels Dolmans \| + 0 s \| \| \| 6.ª \| Maria Martins \| Sopela Women's Team \| + 0 s \| \| \| 7.ª \| Jolien D'Hoore \| Boels Dolmans \| + 0 s \| \| \| 8.ª \| Kirsten Wild \| WNT-Rotor Pro Cycling \| + 0 s \| \| \| 9.ª \| Floortje Mackaij \| Sunweb \| + 0 s \| \| \| 10.ª \| Eugénie Duval \| FDJ-Nouvelle Aquitaine-Futuroscope \| + 0 s \| \| |                     |                                    |                 |
| |                     |                                    |                 |
| Fuente: ProCyclingStats |                     |                                    |                 |
| Clasificación de la etapa |                     |                                    |                 |
| Ciclista | Ciclista            | Equipo                             | Tiempo          |
| 1.ª | Chloe Hosking       | Alé Cipollini                      | 2 h 20 min 31 s |
| 2.ª | Letizia Paternoster | Trek-Segafredo                     | + 0 s           |
| 3.ª | Roxane Fournier     | Movistar Team                      | + 0 s           |
| 4.ª | Lucinda Brand       | Sunweb                             | + 0 s           |
| 5.ª | Christine Majerus   | Boels Dolmans                      | + 0 s           |
| 6.ª | Maria Martins       | Sopela Women's Team                | + 0 s           |
| 7.ª | Jolien D'Hoore      | Boels Dolmans                      | + 0 s           |
| 8.ª | Kirsten Wild        | WNT-Rotor Pro Cycling              | + 0 s           |
| 9.ª | Floortje Mackaij    | Sunweb                             | + 0 s           |
| 10.ª | Eugénie Duval       | FDJ-Nouvelle Aquitaine-Futuroscope | + 0 s           |

## Clasificaciones finales
Las clasificaciones finalizaron de la siguiente forma:

### Clasificación general
| \| Clasificación general \| Clasificación general \| Clasificación general \| Clasificación general \| Clasificación general \| \| Ciclista \| Ciclista \| Equipo \| Tiempo \| \| \| --------------------- \| ------------------------- \| ------------------------------------ \| --------------------- \| --------------------- \| \| 1.ª \| Lisa Brennauer \| WNT-Rotor Pro Cycling \| 2 h 33 min 06 s \| \| \| 2.ª \| Lucinda Brand \| Sunweb \| + 10 s \| \| \| 3.ª \| Pernille Mathiesen \| Sunweb \| + 28 s \| \| \| 4.ª \| Christine Majerus \| Boels Dolmans \| + 35 s \| \| \| 5.ª \| Eugenia Bujak \| BTC City Ljubljana \| + 36 s \| \| \| 6.ª \| Karol-Ann Canuel \| Boels Dolmans \| + 36 s \| \| \| 7.ª \| Anna Plichta \| Trek-Segafredo \| + 37 s \| \| \| 8.ª \| Letizia Paternoster \| Trek-Segafredo \| + 38 s \| \| \| 9.ª \| Floortje Mackaij \| Sunweb \| + 39 s \| \| \| 10.ª \| Franziska Koch \| Sunweb \| + 41 s \| \| \| 11.ª \| Olga Zabelínskaya \| Cogeas-Mettler-Look Pro Cycling Team \| + 42 s \| \| \| 12.ª \| Vita Heine \| Hitec Products-Birk Sport \| + 44 s \| \| \| 13.ª \| Ruth Winder \| Trek-Segafredo \| + 45 s \| \| \| 14.ª \| Coralie Demay \| FDJ-Nouvelle Aquitaine-Futuroscope \| + 48 s \| \| \| 15.ª \| Jip van den Bos \| Boels Dolmans \| + 48 s \| \| \| 16.ª \| Maria Giulia Confalonieri \| Valcar Cylance \| + 53 s \| \| \| 17.ª \| Anastasiia Pliaskina \| Cogeas-Mettler-Look Pro Cycling Team \| + 53 s \| \| \| 18.ª \| Lourdes Oyarbide \| Movistar Team \| + 58 s \| \| \| 19.ª \| Juliette Labous \| Sunweb \| + 59 s \| \| \| 20.ª \| Moniek Tenniglo \| Mitchelton-Scott \| + 1 min 02 s \| \| |                           |                                      |                 |
| |                           |                                      |                 |
| Fuente: ProCyclingStats |                           |                                      |                 |
| Clasificación general |                           |                                      |                 |
| Ciclista | Ciclista                  | Equipo                               | Tiempo          |
| 1.ª | Lisa Brennauer            | WNT-Rotor Pro Cycling                | 2 h 33 min 06 s |
| 2.ª | Lucinda Brand             | Sunweb                               | + 10 s          |
| 3.ª | Pernille Mathiesen        | Sunweb                               | + 28 s          |
| 4.ª | Christine Majerus         | Boels Dolmans                        | + 35 s          |
| 5.ª | Eugenia Bujak             | BTC City Ljubljana                   | + 36 s          |
| 6.ª | Karol-Ann Canuel          | Boels Dolmans                        | + 36 s          |
| 7.ª | Anna Plichta              | Trek-Segafredo                       | + 37 s          |
| 8.ª | Letizia Paternoster       | Trek-Segafredo                       | + 38 s          |
| 9.ª | Floortje Mackaij          | Sunweb                               | + 39 s          |
| 10.ª | Franziska Koch            | Sunweb                               | + 41 s          |
| 11.ª | Olga Zabelínskaya         | Cogeas-Mettler-Look Pro Cycling Team | + 42 s          |
| 12.ª | Vita Heine                | Hitec Products-Birk Sport            | + 44 s          |
| 13.ª | Ruth Winder               | Trek-Segafredo                       | + 45 s          |
| 14.ª | Coralie Demay             | FDJ-Nouvelle Aquitaine-Futuroscope   | + 48 s          |
| 15.ª | Jip van den Bos           | Boels Dolmans                        | + 48 s          |
| 16.ª | Maria Giulia Confalonieri | Valcar Cylance                       | + 53 s          |
| 17.ª | Anastasiia Pliaskina      | Cogeas-Mettler-Look Pro Cycling Team | + 53 s          |
| 18.ª | Lourdes Oyarbide          | Movistar Team                        | + 58 s          |
| 19.ª | Juliette Labous           | Sunweb                               | + 59 s          |
| 20.ª | Moniek Tenniglo           | Mitchelton-Scott                     | + 1 min 02 s    |

### Clasificación por puntos
| Clasificación por puntos | Clasificación por puntos | Clasificación por puntos | Clasificación por puntos | Clasificación por puntos |
| Ciclista                 | Ciclista                 | Equipo                   | Puntos                   |                          |
| ------------------------ | ------------------------ | ------------------------ | ------------------------ | ------------------------ |
| 1.ª                      | Lucinda Brand            | Sunweb                   | 25 pts                   |                          |
| 2.ª                      | Lisa Brennauer           | WNT-Rotor Pro Cycling    | 22 pts                   |                          |
| 3.ª                      | Christine Majerus        | Boels Dolmans            | 15 pts                   |                          |
| 4.ª                      | Eugenia Bujak            | BTC City Ljubljana       | 13 pts                   |                          |
| 5.ª                      | Chloe Hosking            | Alé Cipollini            | 10 pts                   |                          |
| 6.ª                      | Letizia Paternoster      | Trek-Segafredo           | 8 pts                    |                          |
| 7.ª                      | Roxane Fournier          | Movistar Team            | 6 pts                    |                          |
| 8.ª                      | Floortje Mackaij         | Sunweb                   | 5 pts                    |                          |
| 9.ª                      | Franziska Koch           | Sunweb                   | 5 pts                    |                          |
| 10.ª                     | Pernille Mathiesen       | Sunweb                   | 4 pts                    |                          |

### Clasificación de las jóvenes
| Clasificación del mejor joven | Clasificación del mejor joven | Clasificación del mejor joven        | Clasificación del mejor joven | Clasificación del mejor joven |
| Ciclista                      | Ciclista                      | Equipo                               | Tiempo                        |                               |
| ----------------------------- | ----------------------------- | ------------------------------------ | ----------------------------- | ----------------------------- |
| 1.ª                           | Pernille Mathiesen            | Sunweb                               | 2 h 33 min 34 s               |                               |
| 2.ª                           | Letizia Paternoster           | Trek-Segafredo                       | + 10 s                        |                               |
| 3.ª                           | Floortje Mackaij              | Sunweb                               | + 11 s                        |                               |
| 4.ª                           | Franziska Koch                | Sunweb                               | + 13 s                        |                               |
| 5.ª                           | Jip van den Bos               | Boels Dolmans                        | + 20 s                        |                               |
| 6.ª                           | Anastasiia Pliaskina          | Cogeas-Mettler-Look Pro Cycling Team | + 25 s                        |                               |
| 7.ª                           | Lourdes Oyarbide              | Movistar Team                        | + 30 s                        |                               |
| 8.ª                           | Juliette Labous               | Sunweb                               | + 31 s                        |                               |
| 9.ª                           | Karlijn Swinkels              | Alé Cipollini                        | + 35 s                        |                               |
| 10.ª                          | Maëlle Grossetête             | FDJ-Nouvelle Aquitaine-Futuroscope   | + 38 s                        |                               |

## Evolución de las clasificaciones
| Etapa                   | Vencedora               | Clasificación general | Clasificación por puntos | Clasificación de las jóvenes | Clasificación por equipos |
| ----------------------- | ----------------------- | --------------------- | ------------------------ | ---------------------------- | ------------------------- |
| 1.ª                     | Lisa Brennauer          | Lisa Brennauer        | no otorgado              | Pernille Mathiesen           | Sunweb                    |
| 2.ª                     | Chloe Hosking           | Lisa Brennauer        | Lucinda Brand            | Pernille Mathiesen           | Sunweb                    |
| Clasificaciones finales | Clasificaciones finales | Lisa Brennauer        | Lucinda Brand            | Pernille Mathiesen           | Sunweb                    |

## Ciclistas participantes y posiciones finales
Convenciones:
- AB-N: Abandono en la etapa "N"
- FLT-N: Retiro por llegada fuera del límite de tiempo en la etapa "N"
- NTS-N: No tomó la salida para la etapa "N"
- DES-N: Descalificado o expulsado en la etapa "N"

## UCI WorldTour Femenino
La Madrid Challenge by La Vuelta otorgó puntos para el UCI WorldTour Femenino 2019 y el UCI World Ranking Femenino, incluyendo a todas las corredoras de los equipos en las categorías UCI Team Femenino. Las siguientes tablas muestran el baremo de puntuación y las 10 corredoras que obtuvieron más puntos:
| Posición              | 1.ª | 2.ª | 3.ª | 4.ª | 5.ª | 6.ª | 7.ª | 8.ª | 9.ª | 10.ª | 11.ª | 12.ª | 13.ª | 14.ª | 15.ª | 16.ª-30.ª | 31.ª-40.ª |
| Clasificación general | 200 | 150 | 125 | 100 | 85  | 70  | 60  | 50  | 40  | 35   | 30   | 25   | 20   | 15   | 10   | 5         | 3         |
| Por etapa             | 25  | 20  | 18  | 16  | 14  | 12  | 10  | 8   | 6   | 4    |      |      |      |      |      |           |           |
| Líder                 | 5   |     |     |     |     |     |     |     |     |      |      |      |      |      |      |           |           |

| Clasificación |                     |                    |         |       |       |       |
| Posición      | Ciclista            | Equipo             | General | Etapa | Líder | Total |
| ------------- | ------------------- | ------------------ | ------- | ----- | ----- | ----- |
| 1.ª           | Lisa Brennauer      | WNT-Rotor          | 200     | 25    | 5     | 230   |
| 2.ª           | Lucinda Brand       | Sunweb             | 150     | 36    | -     | 186   |
| 3.ª           | Pernille Mathiesen  | Sunweb             | 125     | 18    | -     | 143   |
| 4.ª           | Christine Majerus   | Boels-Dolmans      | 100     | 26    | -     | 126   |
| 5.ª           | Eugenia Bujak       | BTC City Ljubljana | 85      | 8     | -     | 93    |
| 6.ª           | Karol-Ann Canuel    | Boels-Dolmans      | 70      | 16    | -     | 86    |
| 7.ª           | Anna Plichta        | Trek-Segafredo     | 60      | 14    | -     | 74    |
| 8.ª           | Letizia Paternoster | Trek-Segafredo     | 50      | 20    | -     | 70    |
| 9.ª           | Floortje Mackaij    | Sunweb             | 40      | 12    | -     | 52    |
| 10.ª          | Olga Zabelínskaya   | Cogeas-Mettler     | 30      | 10    | -     | 40    |